# Catharine MacKinnon
Catharine Alice MacKinnon, född 7 oktober 1946 i Minneapolis, Minnesota, är en amerikansk feminist och jurist. Hon blev 1990 professor vid University of Michigan Law School.
Under 1970-talet började hon arbeta för att sexuella trakasserier skulle behandlas som en form av olaglig könsdiskriminering. Under 1980-talet verkade hon, tillsammans med Andrea Dworkin, för införande av lagstiftning mot pornografi, som de ser som en kränkning av medborgerliga rättigheter. På senare tid har hon verkat som juridiskt ombud åt kvinnor och barn som våldtagits under krigen i före detta Jugoslavien, och hon har genom detta arbete medverkat till att våldtäkt kan hamna under brottet folkmord.
Under åren 2008 till 2012 verkade hon som first special gender adviser till åklagaren vid Internationella brottmålsdomstolen i Haag.